# Populina
Populina este un oraș în São Paulo (SP), Brazilia.